# Ordre de l'Amarante
Pour les articles homonymes, voir Amarante.
L’ordre de l’Amarante , est un ordre de chevalerie suédois institué par la reine Christine de Suède le 6 janvier 1653 (Épiphanie).

## Histoire
Christine de Suède ayant porté cette couleur lors d'une fête en l'honneur de l'ambassadeur espagnol Antonio Pimentel de Prado (en), elle institue l'ordre en mémoire de cette rencontre. Il est composé d'un cercle d'or émaillé festonné avec deux A inversés suspendu à un taffetas de feu. Les comtes Christopher Delphicus zu Dohna et Clas Tott, le sieur de Steimberg sont les premiers récipiendaires.
En 1656, l'Ordre est dissous.

## Quelques membres
- Christine de Suède ;
- comte de Ribatdo ;
- comte de Dona ;
- comte de Tot ;
- sieur de Steimberg.